# Литовское сельское поселение
Лито́вское се́льское поселе́ние — муниципальное образование в Амурском районе Хабаровского края России.
Административный центр — посёлок сельского типа Литовко.

## Население
| 2010  | 2011  | 2012  | 2013  | 2014  | 2015  | 2016  |
| ----- | ----- | ----- | ----- | ----- | ----- | ----- |
| 2686  | ↘2660 | ↘2543 | ↘2482 | ↘2340 | ↘2253 | ↘2201 |
| 2017  | 2018  | 2019  | 2020  | 2021  |       |       |
| ↘2102 | ↘2026 | ↘1944 | ↘1884 | ↗1971 |       |       |

## Населённые пункты
В состав поселения входят 10 населённых пунктов:
| №  | Населённый пункт   | Тип             | Население |
| -- | ------------------ | --------------- | --------- |
| 1  | Вандан             | посёлок станции | ↘3        |
| 2  | Голубичное         | село            | ↘4        |
| 3  | Джармен            | посёлок станции | ↘0        |
| 4  | Джелюмкен          | посёлок станции | ↘10       |
| 5  | Лесной             | посёлок         | ↘133      |
| 6  | Литовко            | посёлок         | ↘1679     |
| 7  | Партизанские Сопки | посёлок станции | ↗4        |
| 8  | Украинка           | село            | ↘60       |
| 9  | Форель             | посёлок станции | ↘76       |
| 10 | 37 км              | казарма         | ↗2        |

### Упразднённые населённые пункты
Законом Хабаровского края от 1 марта 2010 года № 309 были упразднены два населённых пункта: казармы 51 км и 59 км.

## История
13 марта 1942 года населённый пункт Литовко был передан из Нанайского района в Комсомольский. При этом был образован Литовский сельский совет.
7 августа 1948 года Литовский сельский совет был преобразован в Литовский поселковый совет
14 февраля 1963 года Литовский п/с передан в Амурский промышленный район. С 14 января 1965 года Литовский п/с входил в Амурский район.
28 октября 1971 года из части Литовского п/с был образован Санболинский с/с, а Голубиченский с/с присоединён к Литовскому п/с.
В 1992 году Литовский поселковый совет был преобразован в Литовскую поселковую администрацию, а в 2004 году в Литовское городское поселение.
29 июля 2011 года Литовское городское поселение было преобразовано в Литовское сельское поселение.